# František Živný (matematik)
František Serafin Václav Živný (6. srpna 1902, Záboří nad Labem – 21. září 1989, Bohumín) byl český matematik, fyzik, učitel a ředitel gymnázia.

## Život
František Živný se narodil 6. srpna 1902 v Záboří nad Labem nedaleko Kutné Hory Vincencovi a Marii (roz. Šandové) Živnovým. Nejprve absolvoval Bělohradskou obecní školu, poté přestoupil na osmileté náchodské gymnázium, které navštěvoval až do roku 1921, kdy zde úspěšně odmaturoval. Následně absolvoval šestileté učitelské studium matematiky a fyziky na Univerzitě Karlově. 2. října 1926 přijal pozici pomocného učitele na Státním reálném gymnáziu v Hradci Králové a 1. února 1927 nastoupil na státním reálném gymnáziu v Praze jako plnohodnotný učitel. Od 1. září 1927 přesídlil na gymnázium ve Spišské Nové Vsi, odkud v roce 1929 odešel vyučovat na gymnázium do Nového Bohumína.
Několik let organizoval ve škole i v kraji matematické olympiády, byl aktivním členem Jednoty českých matematiků a fyziků a podílel se na psaní učebnice Praktická cvičení z fyziky.
22. února 1930 se v Kyjově oženil s dcerou hospodského, Marií Pokornou, se kterou měl o rok později dceru Olgu. V roce 1938 však musel se svou rodinu opustit Nový Bohumín a přestěhoval se do Kyjova, kde od listopadu téhož roku působil na Učitelském ústavu ve Slezské Ostravě, odkud v roce 1940 přestoupil na Reálné gymnázium v Ostravě-Přívoze. Od února 1944 do dubna 1945 byl kvůli 2. světové válce nasazen do metalurgické laboratoře vítkovických železáren. Poté ještě chvíli pracoval na Reálném gymnáziu, ale od 15. června 1945 se zabýval už především pouze znovuotevřením Československého reálného gymnázia v Novém Bohumíně. Tam byl také od září 1945 jmenován prozatímním správcem, na konci března 1948 se však musel této funkce vzdát, jelikož odmítl vstoupit do komunistické strany. Poté působil pouze jako učitel matematiky a fyziky, tedy až do roku 1954, kdy mu byla znovu nabídnuta funkce správce, a to bez podmínky vstupu do komunistické strany. Tuto nabídku přijal a do roku 1966 tuto funkci vykonával. Následně odešel do penze, ale ještě do roku 1971 ochotně vypomáhal s výukou.
Roku 1967 dostal ocenění Zasloužilý učitel.
21. září 1989 zemřel na infarkt v bohumínské nemocnici. Je pohřben na poděbradském hřbitově. Od roku 1995 je po něm pojmenováno bohumínské gymnázium a nese čestný název Gymnázium Františka Živného.